# Michael Schreckenberg (Physiker)
Michael Schreckenberg (* 28. September 1956 in Düsseldorf) ist ein deutscher theoretischer Physiker und Hochschullehrer an der Universität Duisburg-Essen. Er ist vor allem auf dem Gebiet der Physik von Transport und Verkehr tätig.

## Leben und Wirken
Michael Schreckenberg studierte Theoretische Physik an der Universität zu Köln. Mit einer Dissertation Über Spin-Gläser und Diffusion wurde er dort 1985 bei Johannes Zittartz in Statistischer Physik promoviert. 1992 veröffentlichte er gemeinsam mit Kai Nagel das inzwischen so genannte Nagel-Schreckenberg-Modell des Autobahnverkehrs. 1994 wechselte er zur Universität Duisburg-Essen, wo er 1997 Lehrstuhlinhaber für Physik von Transport und Verkehr wurde. Dort ist er auch Mitglied im Zentrum für Logistik & Verkehr.
Seit Mitte der 1990er Jahre befasst er sich mit der Modellierung, Simulation und Optimierung von Transportsystemen in großen Netzwerken, besonders dem Straßenverkehr, und dem Einfluss von menschlichem Verhalten darauf. Schreckenbergs Aktivitäten umfassen online zugängliche Verkehrsprognosen des Autobahnnetzes von Nordrhein-Westfalen (OLSIM und Ruhrpilot), gemeinsam mit dem Nobelpreisträger Reinhard Selten die Reaktion von Autofahrern auf Verkehrsinformationen, und die Erforschung der Dynamik von Menschenmengen. In letzterer Arbeit untersuchte er sicherheitsrelevante Aspekte von Fußballstadien, Stadtzentren sowie Fähren aus der Personenschifffahrt und entwickelte daraufhin simulationsbasierte Fluchtpläne. Seine Verkehrsmodelle erlauben unter anderem Vorhersagen über die Verlagerung von Verkehrsströmen bei der Einrichtung von verkehrsrelevanten Baustellen.
Schreckenberg wurde von der Stadt Duisburg in das Genehmigungsverfahren der Loveparade 2010 eingebunden, bei welcher es zu einem Unglück mit 21 Toten und 500 Verletzten kam. Er war mit der Prüfung der Zuwege zum und Abwege vom Gelände der Loveparade beauftragt worden und erhielt dafür ein Honorar von 20.000 Euro. Nach eigener Aussage war Schreckenberg „auf Anfrage zu einzelnen Aspekten“ zur Loveparade in Duisburg konsultiert worden. Nach dem Unglück stellte er fest, das Verhalten einiger  Besucher hätte zur Katastrophe geführt.
2011 wurde Schreckenberg für seine Forschungsleistungen im Bereich der Theoretischen Physik in die Europäische Akademie der Wissenschaften und Künste aufgenommen, 2018 in die Nordrhein-Westfälische Akademie der Wissenschaften und der Künste.
Michael Schreckenberg ist der Sohn des deutschen Historikers und Pädagogen Wilhelm Schreckenberg. Er ist verheiratet, hat drei Kinder und lebt in Duisburg.